# Buffy Summers
Buffy Anne Summers – fikcyjna postać z filmu i serialu Buffy: Postrach wampirów, główna bohaterka. W serialu w tę rolę wcieliła się Sarah Michelle Gellar.

## Życiorys
Buffy urodziła się 19 stycznia 1981 roku, w Los Angeles. Do piątego sezonu kiedy pojawiła się Dawn, była jedyną córką Joyce i Hanka Summersów. Do czasu pożaru sali gimnastycznej w Hemery High School mieszkała z rodzicami w Los Angeles. Prawdopodobnie przed lub zaraz po tym wydarzeniu jej rodzice rozwiedli się, a ona z matką przyjechała do Sunnydale.
Zaczęła tu uczęszczać do Sunnydale High School, co trwało niecałe 3 lata. Mniej więcej pod koniec 3 klasy została wydalona ze szkoły przez dyrektora Snydera. Na początku 4., ostatniej klasy, (ang. senior year) została przywrócona w prawach ucznia. Ze starej szkoły jej przyjacielem był Ford, który ze względu na swoją śmiertelną chorobę chciał zostać wampirem. Udało mu się to, ale został przez Buffy zabity kołkiem.
Jej przyjaciele i znajomi z nowej szkoły to: Willow, Xander, jej obserwator (z ang. 'watcher') Rupert Giles, nazywany po prostu Gilesem, szkolna gwiazda Cordelia Chase, grający w zespole Dingoes Ate My Baby wilkołak Oz, a także nauczycielka informatyki Jenny Calendar i młoda czarownica Amy Madison.
Przez 3 pierwsze sezony pozostaje w mniej lub bardziej oficjalnym związku z Angelem, który przez miłość do niej utracił duszę i stał się złym Angelusem. Pod koniec 2. sezonu Buffy musi go zabić by uratować świat przed apokalipsą, co jest dla niej ogromnym wstrząsem i sprawia, iż pogromczyni musi na jakiś czas wyjechać z Sunnydale by uporać się z bólem po jego ostatecznej stracie. W 3 sezonie Angel powraca z piekielnego wymiaru, w którym przebywał, i przez jakiś czas dochodzi do siebie po cierpieniach tam przeżytych. Para schodzi się po krótkim okresie prób podjętych by pozostać przyjaciółmi, ale cały czas wisi nad nimi różnica wieku – fakt iż Buffy jest bardzo młoda i ma przed sobą całe życie. Ostatecznie rozstają się w jednym z ostatnich epizodów 3 serii, Angel uznając, że tak będzie lepiej dla Buffy wyjeżdża do Los Angeles.
Na studiach jej chłopakiem zostaje członek tajnej wojskowej organizacji Inicjatywa, Riley Finn. Są ze sobą aż do momentu, gdy Riley, w którym w wyniku utraty nadnaturalnych zdolności zaczął wytwarzać się kompleks niższości w stosunku do Buffy, dostaje propozycję ponownej pracy dla wojska. Dla Buffy jest to potężny cios. Niedługo potem umiera jej matka, z powodu powikłań po usunięciu guza mózgu. Buffy żyje wtedy już tylko dla Dawn, nie mając czasu ani ochoty dostrzec, iż wampir z ograniczającym agresję chipem w mózgu Spike, jej największy wróg, jest w niej zakochany.
W finale sezonu 5 Buffy poświęca swoje życie dla świata, rzucając się w otwarty krwią Dawn portal, aby go zamknąć. Portal powinien być zapieczętowany krwią Dawn, która jest swego rodzaju mistycznym kluczem, ale Buffy nie chcąc już tracić bliskich ani poświęcać ich dla wyższego dobra, mówi Dawn, że krew ich obu jest tak naprawdę 'krwią Summersów', dlatego nawet jej-Buffy krew może portal zamknąć. Tym samym daje swej sztucznie stworzonej siostrze nowe życie i ostateczny znak akceptacji.
Po jej śmierci Scooby Gang mając nadzieję na ponowne ożywienie Buffy, ukrywa fakt jej zgonu przed światem, a obowiązki pogromcy pełnią Buffy Bot i sam gang. Willow, Xander, Tara i Anya odprawiają rytuał, który wskrzesza Buffy. Po swoim powrocie Buffy ma problemy z dostosowaniem się do rzeczywistości, zaczyna m.in. sypiać ze Spikiem, pracować w Doublemeat Palace. Jednocześnie jej problemem jest trio w składzie: Andrew Wells, Jonathan Levinson i Warren Meers. Ten ostatni próbując zastrzelić Buffy, zabija przypadkiem Tarę. Buffy nie jest w stanie powstrzymać gniewu Willow, która sięgając do najciemniejszej magii by pomścić śmierć ukochanej, przekracza wszelkie granice i sama zaczyna zagrażać istnieniu świata. Ostatecznie świat ratuje Xander, który powstrzymuje Willow siłą żywionych do niej uczuć przyjaźni.
W sezonie 7 Buffy i Scooby Gang staczają ostateczną bitwę z Pierwszym Złem, która kończy się zniszczeniem miasta i aktywowaniem wszystkich potencjalnych pogromczyń na świecie.

## Moce
Nadludzka siła, sprawność i zwinność. W odcinku „Earshot” zyskuje też zdolność słyszenia myśli innych ludzi. Buffy potrafi się też oprzeć hipnozie – choć z trudem.

## Aktorki
W filmie Kristy Swanson, w serialu Sarah Michelle Gellar, w grach komputerowych Giselle Loren, w jednym z epizodów także Eliza Dushku